# Wasilij Pogudin
Wasilij Iwanowicz Pogudin (ros. Василий Иванович Погудин, ur. w marcu 1891 w guberni wiackiej, zm. 1958 w Moskwie) – funkcjonariusz radzieckich organów bezpieczeństwa, generał major.

## Życiorys
Urodzony w biednej rosyjskiej rodzinie chłopskiej, skończył dwie klasy szkoły wiejskiej, był uczniem krawca i stolarzem, od listopada 1912 do czerwca 1918 żołnierz rosyjskiej armii, od sierpnia 1914 do kwietnia 1915 walczył na Froncie Zachodnim (Warszawa, Grodno), później ponownie był stolarzem. Od sierpnia 1918 do lipca 1921 żołnierz Armii Czerwonej, od stycznia 1920 członek RKP(b), od lipca do października 1921 funkcjonariusz wiackiej gubernialnej Czeki, później pracownik Czeki/OGPU w Moskwie, komisarz do zadań specjalnych Wydziału Operacyjnego OGPU ZSRR, od 10 lipca 1934 do 1935 komisarz Oddziału 4 Operacyjnego Głównego Zarządu Bezpieczeństwa Państwowego, od 1935 do grudnia 1936 funkcjonariusz do zadań specjalnych Wydziału Operacyjnego Głównego Zarządu Bezpieczeństwa Państwowego, od 11 grudnia 1935 starszy porucznik bezpieczeństwa państwowego. Od grudnia 1936 do 1938 funkcjonariusz do zadań specjalnych Wydziału 1 Głównego Zarządu Bezpieczeństwa Państwowego, 26 kwietnia 1938 awansowany na kapitana bezpieczeństwa państwowego, od 1 maja 1938 do marca 1941 naczelnik grupy Oddziału 2 Wydziału 1 Głównego Zarządu Bezpieczeństwa Państwowego, 14 marca 1940 awansowany na majora bezpieczeństwa państwowego, od marca do 31 lipca 1941 naczelnik grupy Wydziału 1 NKGB ZSRR, od 8 sierpnia 1941 do 10 maja 1942 naczelnik grupy (ochrona W. Mołotowa) Oddziału 2 Wydziału 1 NKWD ZSRR, od 10 maja 1942 do 17 maja 1943 starszy pełnomocnik operacyjny Oddziału 2 Wydziału 1 NKWD ZSRR, 14 lutego 1943 awansowany na pułkownika bezpieczeństwa państwowego. Wyjeżdżał służbowo do Turcji (1928), Berlina (1940), Londynu (1942), USA (1942 i 1945) i Iranu (1944). Od 17 maja 1943 do grudnia 1946 starszy pełnomocnik operacyjny Oddziału 1 Wydziału 2 Zarządu 6 NKGB/MGB ZSRR, 28 marca 1944 mianowany komisarzem bezpieczeństwa państwowego, a 9 lipca 1945 generałem majorem, od grudnia 1946 do 28 lipca 1947 starszy pełnomocnik operacyjny Głównego Zarządu Ochrony MGB ZSRR, następnie zwolniony z powodu choroby.

## Odznaczenia
- Order Lenina (21 lutego 1945)
- Order Czerwonego Sztandaru (trzykrotnie - 28 sierpnia 1937, 20 września 1943 i 3 listopada 1944)
- Order Wojny Ojczyźnianej I klasy (16 września 1945)
- Order Wojny Ojczyźnianej II klasy (24 lutego 1945)
- Order Czerwonej Gwiazdy (26 kwietnia 1940)
- Odznaka "Honorowy Funkcjonariusz Czeki/GPU (XV)" (11 stycznia 1936)

I 3 medale.